# Абсолютна адресація
Абсолютна (пряма) адресація пам'яті — метод адресації пам'яті, за якого ефективна адреса операнда записується безпосередньо в команді
```
   +---------+---------+-----------------------------------+
   | ADD     |   R1    |           адреса операнда         |  R1:=R1+MEM[адреса операнда]
   +---------+---------+-----------------------------------+
```

Для великої розрядності пам'яті це потребує досить великого поля команди. Тому в CISC-машинах, де допускається змінна довжина команди, цей метод адресації реалізовано як правило безпосередньо, а в деяких RISC-машинах, де довжина поля адреси обмежена, вона завантажується частинами в один із вільних регістрів, а потім використовується регістрова адресація (яка в свою чергу в RISC-машинах реалізується на базі адресації за зсувом із нульовим значенням зсуву).
Абсолютною адресацією також називають спосіб знаходження наступної команди в командах переходу (наприклад, безумовного переходу), коли ефективна адреса наступної команди міститься повністю у відповідному полі команди переходу, або міститься там частково та обчислюється за встановленими правилами.
```
  +----+------------------------------+
  |JUMP|    28-бітна  адреса          | 
  +----+------------------------------+
```

Наприклад, у багатьох 32-бітних RISC-архітектурах, ефективна адреса наступної команди обчислюється як об'єднання чотирьох старших біт з лічильника команд та 28 біт молодших біт, які містяться в команді переходу. Це дозволяє переходити на будь-яку команду в межах 256-мегабайтного діапазону.